# Premios Batefuegos de Oro
Los premios Batefuegos de Oro se otorgan para dar a conocer y reconocer el trabajo de los profesionales del sector forestal dedicados a la prevención, extinción de los incendios forestales. Tuvieron su origen en una iniciativa impulsada por la Asociación de Promoción de Actividades Socioculturales (APAS), esta Asociación creada en 1993, cuyo fin principal es generar cualquier actividad legal que consiga mejorar la calidad de vida de los ciudadanos.

Los Premios El Batefuegos de Oro están abiertos a la participación de cualquiera que pueda aportar algo positivo en la lucha contra los incendios forestales (investigación, divulgación, sensibilización, etc.).

## Categorías
En 2002 se celebró la primera edición con las categorías:
- Mejor labor preventiva (para las administraciones públicas)
- Mejor labor de extinción (para las administraciones públicas)
- Mejor labor divulgativa (para la prensa, asociaciones, etc.)
- Mejor labor formativa (para los colegios, profesores, asociaciones, etc.)
- Mejor labor de investigación (para las empresas, universidades, etc.)
- Mejor labor internacional (cualquier persona o entidad extranjera)

Por último se otorgaba la categoría especial o Mención Especial, que se concede a personas o entidades que han destacado de forma singular a lo largo del año o por la actividad desarrollada durante una vida. Cada año varía el número en función de los candidatos.
En 2017, se modificó el formato de la convocatoria, y las categorías oficiales se redujeron a: Batefuegos de Oro, Batefuegos Honorífico y Batefuegos del Año. 
Desde 2018 los premios forman parte  del Observatorio Social el Batefuegos de Oro (OSBO), entidad sin ánimo de lucro que está formada por instituciones, asociaciones, centros de investigación, universidades, empresas y profesionales de la prevención, extinción e información sobre incendios forestales.